# Zvonka Kneževič
Zvonka Kneževič, slovenska gozdarska inšpektorica in turistična delavka, * ?.
V okviru Turističnega društva Ptuj je vodila komisijo za urejanje okolja.

## Odlikovanja in nagrade
Leta 1996 je prejela častni znak svobode Republike Slovenije z naslednjo utemeljitvijo: »za zasluge pri pospeševanju turizma na osnovi požrtvovalnega ljubiteljstva in za drugo pomembno delo v dobro Sloveniji«.